# Aeroportul Santa Ynez
Aeroportul Santa Ynez (IATA: SQA, ICAO: KIZA, FAA LID: IZA) este un aeroport din Comitatul Santa Barbara, California, Statele Unite ale Americii ce deservește zona Comitatul Santa Barbara. Aeroportul a fost tranzitat în 2019 de 10 pasageri.
Situat la o altitudine de 205 m, aeroportul dispune de 1 pistă.

## Infrastructură

### Piste
Aeroportul dispune de o singură pistă. Pista 8/26 are suprafața de asfalt și dimensiunile 2.803 picioare × 75 picioare. 